# Pont de Luțca
Le pont de Luțca est un ouvrage d'art routier situé dans la commune de Sagna, en Roumanie. Édifié à la fin du XXe siècle en remplacement d'un pont en bois, il s'effondre en 2022 malgré une rénovation récente et des avertissements.

## Situation et accès
Le pont franchit la rivière Siret entre les villages de Luțca et de Sagna, sur le territoire de la commune de Sagna, et plus largement à l'est du județ de Neamț.

## Histoire

### Pont précédent
Le franchissement a cet endroit a été garanti par un pont en bois. Celui-ci s'effondre à la suite d'intempéries dans les années 1970.

### Rénovation et inauguration
Après 30 ans de fonctionnement, le pont subit d'importantes réparations à partir du 6 août 2020,. Elles sont effectuées par l'entreprise Darcons SRL qui remporte l'appel d'offres — entreprise appartenant à Romică Rotaru, ancien vice-président — avec un montant qui s'élève à 8,5 millions de lei. Les travaux de réhabilitation sont d'ailleurs achevés dans un délai plus court que prévu,.
Dès septembre 2021, des journalistes locaux publient des photographies soulignant des problèmes de construction, notamment de fissures. L'ingénieur opérant les travaux assure pourtant à une télévision locale, peu avant l'inauguration, que des tests de résistance, à l'aide d'un convoi de camions (qui gardent une certaine distance entre eux), sont effectués avec succès. La cérémonie d'inauguration a lieu le 13 novembre 2021 et Ionel Arsene (président du conseil du județ) affirme que le pont peut résister à un poids de 340 tonnes, charge qui ne serait selon lui de toute façon pas atteinte, et qu'il sera opérationnel pour les décennies à venir. Le pont est remis à la circulation le même mois,. En mars 2022, une personne alerte sur l'état d'un élément du pont qui risquerait l'effondrement mais il est alors conclu que cette situation n'est pas problématique. Vers la même époque, un élément de sécurité se détache.

### Effondrement

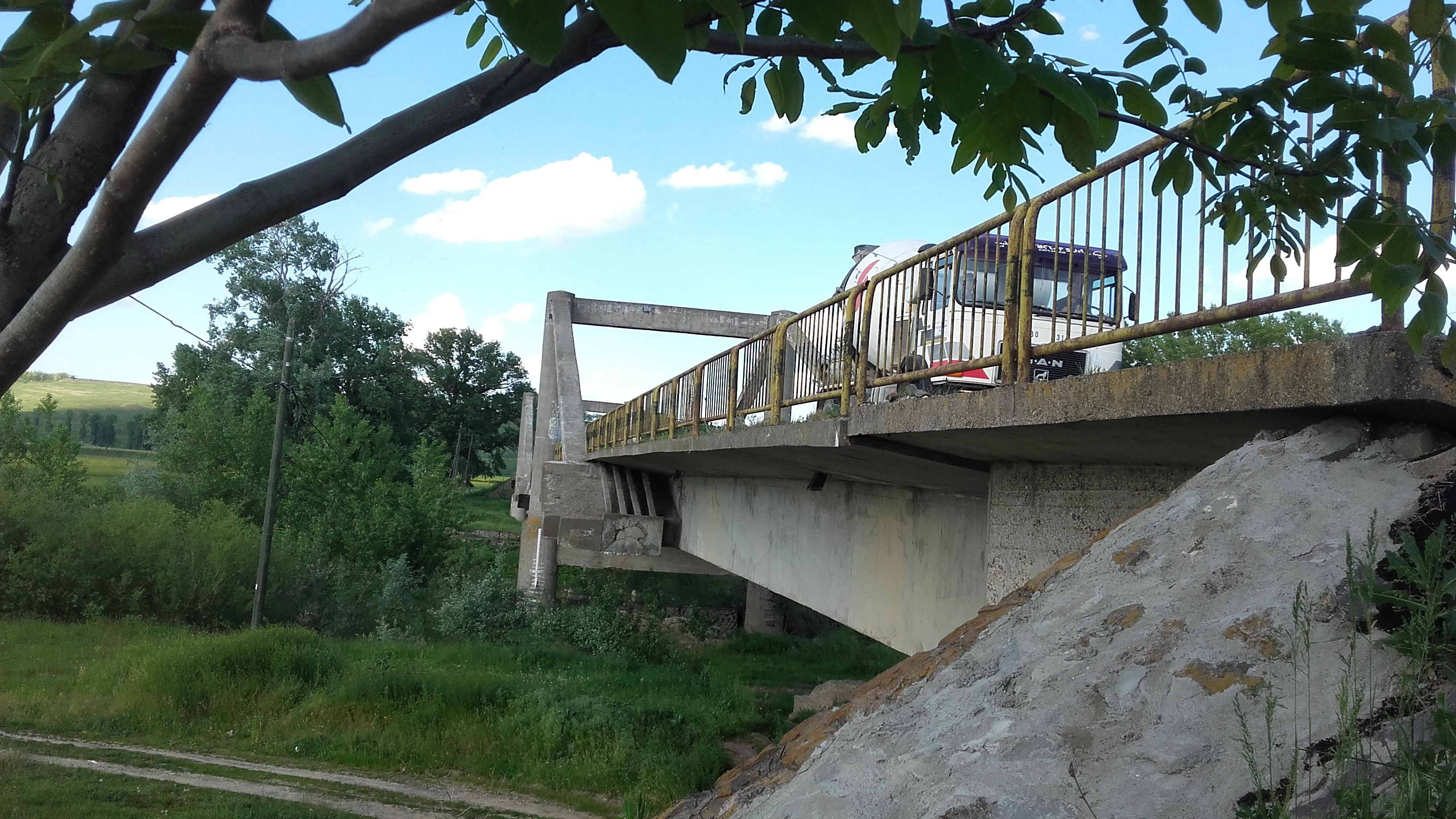
Vue latérale du pont avec un camion malaxeur passant dessus, en mai 2016.

Le 9 juin 2022, vers midi, le pont se brise en deux alors qu'un camion et une camionnette circulent sur la route. Vers 14 h 15, les policiers du commissariat rural de Sagna et forces de l'ordre du Service routier de Neamţ sont mobilisés et détournent le trafic routier. Le préfet Vasile Adrian Niță se rend également sur place, ; il affirme d'ailleurs avoir cru que les travaux ne sont pas terminés. D'après ce qu'annonce l'Inspection des situations d'urgence (ro) de Neamţ, l'incident fait un blessé : un homme de 56 ans qui se retrouve coincé dans son camion, qui n'est sorti qu'à l'arrivée des secours et transporté d'urgence à l'hôpital de Roman,,. Aucun décès humain n'est enregistré, mais 20 moutons qui passent sous le pont à ce moment-là ont été écrasés.

## Structure
Le pont s'étend sur une longueur de 216 mètres. Essentiellement fait de béton et de fer, ses piles comportent du polystyrène qui serait potentiellement un défaut de conception expliquant l'effondrement.